# Thamnomanes
Thamnomanes là một chi chim trong họ Thamnophilidae.